# مذبحة باريمو
مذبحة باريمو هي مذبحة تعرض لها 26 بوسنيًا في قرية باريمو ببلدية فيسيغراد في أغسطس 1992 على يد جيش جمهورية صرب البوسنة. وكان غالبية الضحايا من النساء والأطفال. وحرقت القرية بأكملها ودمرت، ولم تكن المباني الدينية استثناءً من ذلك. وكانت هانكا خليلوفيتش التي ولدت عام 1900 هي أكبر ضحية في المذبحة، بينما كانت أصغر ضحية هي فضيلة باتشريك من مواليد 1980.

## وصلات خارجية
Visegrad Genocide Memories